# Las Tiendas
Las Tiendas är en ort i Mexiko.   Den ligger i kommunen Xilitla och delstaten San Luis Potosí, i den centrala delen av landet, 220 km norr om huvudstaden Mexico City. Las Tiendas ligger 624 meter över havet och antalet invånare är 246.
Terrängen runt Las Tiendas är kuperad österut, men västerut är den bergig. Runt Las Tiendas är det ganska tätbefolkat, med 90 invånare per kvadratkilometer. Närmaste större samhälle är Villa Terrazas, 14,0 km öster om Las Tiendas. I omgivningarna runt Las Tiendas växer i huvudsak städsegrön lövskog.